# Berberis breviracema
Berberis breviracema är en berberisväxtart som först beskrevs av Y.S. Wang och P. K. Hsiao, och fick sitt nu gällande namn av J. E. Laferriere. Berberis breviracema ingår i släktet berberisar, och familjen berberisväxter. Inga underarter finns listade i Catalogue of Life.